# Rikard III av England
Rikard III (engelska: Richard III), född 2 oktober 1452, död 22 augusti 1485, var kung av England 1483-1485. Han blev den siste kungen av Huset York. Efter brodern kung Edvard IV:s död regerade Rikard en kort tid som förmyndare åt brorsonen Edvard V, innan han spärrade in den unge kungen och dennes bror Rikard i Towern (se Prinsarna i Towern) och tillskansade sig tronen själv. Han kröntes 6 juli 1483. Uppror utbröt mot Rikard och han stupade i slaget vid Bosworth Field, som den siste engelske kung som dött i strid, mot Henry Tudor, earl av Richmond (senare kung Henrik VII). William Shakespeares pjäs Richard III har gjort hans namn känt.

## Biografi

### Barndom
Rikard föddes på Fotheringay Castle som tredje son till Rikard Plantagenet, hertig av York (som hade varit en ivrig tronpretendent under kung Henrik VI:s regeringstid) och Cecily Neville. Det sägs att hans hängande arm, hans hälta och hans krokiga rygg är uppdiktade, men eventuella funktionshinder kan ha berott på att han drabbats av polio som barn. Det är också fastställt att han hade skolios, en missbildning av ryggraden. Det sägs att han gick med krycka som liten, men ofta vägrade att använda den av rädsla för att verka "svag", och att han hade slutat helt med den i tioårsåldern. Rikard tillbringade en stor del av sin barndom på Middleham Castle, där han senare skulle komma att bo. Han var inblandad i stridigheter mellan olika allianser i husen Lancaster och York under slutet av 1400-talet. Rikard var bara ett barn när hans far stupade i slaget vid Wakefield. Han togs sedan om hand av Rikard Neville, earl av Warwick, som i historien är känd som kungamakaren tack vare sitt stora inflytande under Rosornas krig.  Warwick spelade en nyckelroll då Henrik VI avsattes och ersattes med Rikards äldste bror, Edvard. Under sin tid hos Warwick utvecklade Rikard en nära vänskap med Francis Lovell, som skulle vara resten av livet. Ett annat barn i det hushållet var Warwicks dotter Anne, som Rikard senare skulle gifta sig med.

### Edvard IV:s regeringstid
Under broderns regeringstid visade Rikard lojalitet och skicklighet som befälhavare. Han belönades med stora gods i norra England och fick titeln hertig av Gloucester och en ställning som styresman i norr. Rikard blev den rikaste och mäktigaste adelsmannen i England och var starkt lojal mot Edvard IV (till skillnad från den andre överlevande brodern, George, hertig av Clarence, som avrättades av Edvard för förräderi).
Rikard styrde norra England fram till Edvards död. 1482 återerövrade han Berwick-upon-Tweed från skottarna. Han blev känd som en rättvis man som finansierade universitet och skänkte gåvor till kyrkan.

### Äktenskap
Efter den avgörande yorkiska segern över huset Lancaster i slaget vid Tewkesbury gifte sig Rikard med den nyblivna änkan  Anne Neville, en av den bortgångne earlen av Warwicks yngre döttrar. Annes hade tidigare varit gift med Henrik VI:s son Edvard av Westminster. Efter dennes död i slaget vid Tewkesbury 1471 försvinner hon från källorna under en tid; vart är okänt. En vanlig teori är att hon övervakades av George av Clarence, som ville förhindra att hon gifte om sig. Så länge hon var ogift hade han nämligen full kontroll över det arv som tillföll Anne och hennes äldre syster Isabel, Georges maka. Som i en scen ur Askungen sägs Rikard ha funnit Anne när hon arbetade i grovköket på en krog och "räddat" henne, men det är osäkert om det ligger någon sanning i detta. Bröllopet ägde rum 12 juli 1472. 
Rikard och Anne fick en son, Edvard Plantagenet (även känd som Edvard av Middleham, 1473 – 9 april 1484), som dog kort tid efter att han blivit prins av Wales. (Rikard hade även två utomäktenskapliga barn: John av Gloucester och en dotter vid namn Kathryn.) Anne dog före sin make.

### Trontillträdet
Vid kung Edvard IV:s död i april 1483 var hans söner (Rikards brorsöner), kung Edvard V, 12 år, och Rikard av Shrewsbury, hertig av York, 9 år, de nästa i successionsordningen. Rikard utnämndes till lordprotektor av riket enligt broderns testamente. Han blev varnad av Lord Hastings för att släkten Woodville tänkte ta ifrån honom hans ställning och stärka sin makt på hans bekostnad. 
Då pojkkungen med sitt sällskap var på väg tillbaka från Wales till London och sin kröning anslöt Rikard och Henry Stafford, hertig av Buckingham vid Northampton. Rikard lät gripa kungens förmyndare Anthony Woodville, earl Rivers, (bror till  Elisabet Woodville, Edvard IV:s gemål) och andra rådgivare och förde dem till Pontefract Castle. Det påstås att syftet var att lönnmörda Edvard V. Rikard tog sedan Edvard till Towern, som då var kungligt palats. Stödet för hans gärning var utbrett, eftersom stora delar av landet inte litade på den förra drottningens släkt. Rikard tog titeln lordprotektor och regeringschef.
John Morton, biskop av Ely och senare ärkebiskop av Canterbury, ses som en viktig källa till Tudorpropagandan mot Rikard III. Enligt sir Thomas Mores History, som delvis kan ha byggt på Mortons redogörelse, blev lord Hastings (som ofta besökte den unge Edvard V i  Towern) arresterad för föregivet förräderi 13 juni 1483 vid ett möte med det kungliga rådet på Towern. Några minuter senare ska han ha blivit halshuggen på Towerns gård. Det har hävdats att Hastings, vars avrättning är den första nedtecknade på Towern, visserligen greps den 13 juni, men att han fick en rättegång och dömdes för förräderi och avrättades först den 18 juni. Emellertid finns inga belägg för detta bevarade. Edvards yngre bror, Rikard, flyttades till Towern 16 juni, efter Lord Hastings arrestering och (förmodade) avrättning.
Det anses att Hastings hade allierat sig med änkedrottningen på grund av att Buckinghams ökade inflytande och att han såg det som att Rikard III lade beslag på tronen. Morton hävdade att han befunnit sig i rådssalen då Hastings greps, och han kan ha varit en av flera som anhölls för att ha deltagit i konspirationen tillsammans med Hastings. 
Tre andra medlemmar av denna påstådda konspiration - drottningens bror lord Rivers, hennes andre son Rikard Grey samt en tjänsteman, sir Thomas Vaughan - fälldes också och avrättades på annat håll. Jane (eller Elizabeth) Shore, som hade varit älskarinna åt både kung Edvard IV och hans styvson Thomas Grey, markis av Dorset (som kom undan åtal genom att söka asyl i Westminster med sin mor), och som nu var Hastings älskarinna, dömdes bara för mindre brott och fick utstå offentligt straff och kortare fängelsetid. 

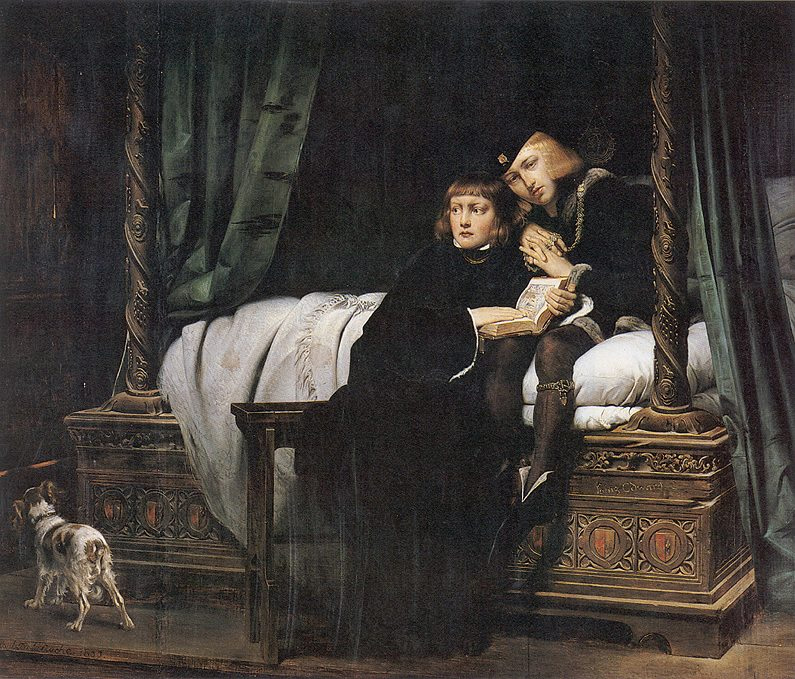
Kung Edvard V och Rikard av Shrewsbury, hertig av York togs till i Towern

John Morton anses även vara källa till flera anklagelser mot Rikard:
- mordet på prinsarna i Towern
- mordet på Henrik VI
- den "privata avrättningen" av brodern George, hertig av Clarence
- mordet på sin hustrus första make Edvard av Westminster, prins av Wales
- mordet på Lord Hastings
- att ha tvingat hustrun, Anne Neville, att gifta sig med honom mot sin vilja
- att ha planlagt ett incestuöst äktenskap med sin brorsdotter Elizabeth av York (och kanske även mord på hustrun för att möjliggöra det)
- anklagelser mot sin egen mor för äktenskapsbrott och mot sin framlidne bror som utomäktenskaplig
- anklagelser mot Jane Shore och Elizabeth Woodville för att ha lagt förbannelser på hans arm
- påståenden att han själv skulle varit utomäktenskaplig

Alla dessa historier förekommer först i skrift antingen hos sir Thomas Mores The History of King Richard III, som antas delvis bygga på Mortons redogörelse, eller i texter av någon som hört dessa historier. (Historikerna är oense om hur tillförlitlig Morton är som källa, och vissa påpekar att Mores egen far var lojal mot Edvard och knuten till Londons stadsledning.) Dessutom hade Morton gripits av Rikard III och tvingats gå i exil i Flandern. Han återvände när Henrik VII satt på tronen och befordrades snabbt. Det var brukligt att historier tjänade som propaganda, på båda sidor, för att stödja och stärka sin beskyddares sak.  
22 juni 1483 lästes en kungörelse från Rikard upp utanför St Pauls-katedralen; för första gången tillkännagavs då att han intagit tronen. När parlamentet sammanträdde 25 juni fick de höra att en präst hade vigt eller trolovat Edvard IV med en Lady Eleanor Talbot (eller Butler) innan Edvards äktade Elizabeth Woodville. Eftersom även en trolovning var ett juridiskt bindande "för-kontrakt" på denna tid skulle då Edvards äktenskap med Elizabeth Woodville varit bigami, och därmed skulle alla deras barn vara utomäktenskapliga. I dokumentet Titulus Regius, som parlamentet utfärdade några månader senare för att förklara sina handlingar, och som endast finns kvar i ett enda exemplar sedan Henrik VII senare beordrat att de skulle förstöras, tas en del av behandlingen av frågan upp. Prästen i fråga tros ha varit Edvard IV:s rådgivare Robert Stillington, biskop av Bath och Wells. Detta nämns endast av en källa, den franske politiske kommentatorn Philippe de Commines.
Trots rykten om att Rikards tronanspråk var rättmätiga saknades bevis, och det har fram till nyligen allmänt ansetts att Rikards huvudmotiv att tillskansa sig tronen var att hans egen makt och rikedom skulle ha varit hotad under Edvard V, som antogs vara vänligare inställd mot Woodville-släktingarna.

### Kröning
Rikards tre äldre bröder var döda. George, hertig av Clarences barn fick inte ärva tronen på grund av faderns förräderi. Då Edvard IV:s barn förklarats illegitima stod Rikard näst i tronföljd. 6 juli 1483 kröntes Rikard i Westminster Abbey. Han blev den siste kungen av ätten Plantagenet.

### Tronföljd
Vid tiden för sin sista strid mot huset Lancaster var Rikard änkeman och utan legitim son. Efter sonens död hade han först utsett sin brorson Edvard, earl av Warwick, Clarences unge son och även systerson till drottning Anne Neville, till sin arvtagare. Efter Annes död utsåg han dock sin systerson, John de la Pole, earl av Lincoln, till tronföljare.

### Död

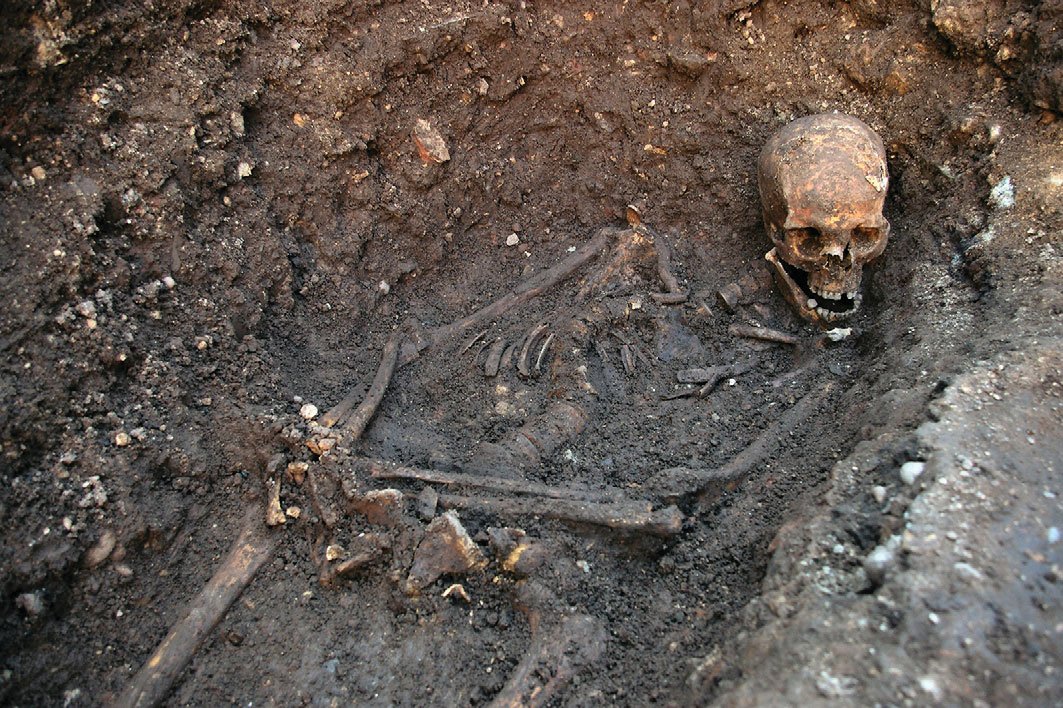
Rikard III:s kvarlevor uppgrävda under en parkeringsplats i Leicester, 2012. Året därpå bekräftades identiteten genom DNA-tester.

Rikard var, åtminstone utåt sett, en from man och en skicklig administratör. Han var dock yorkist och saknade arvinge, och genom att hänsynslöst ha röjt Woodvilles och deras allierade ur vägen hade han gjort sig sårbar för politiska motståndare. Hans till synes mest lojale anhängare, Henrik Stafford, hertig av Buckingham, vände sig mot honom och avrättades i slutet av 1483.  
Rikards fiender enade sig emot honom. Enligt vad som sades i Leicester besökte Rikard en sierska i staden alldeles före slaget vid Bosworth Field 22 augusti 1485 där han skulle möta de lancastriska trupperna ledda av Henrik Tudor. Sierskan skulle ha sagt:  "Där din sporre slår i marken på väg till striden, där ska ditt huvud spräckas på återvägen". På väg till striden föll hans sporre mot en sten på Bow Bridge, och då han bars på en hästrygg på tillbakavägen slog hans huvud i på samma ställe och spräcktes. Tudor efterträdde Rikard och blev Henrik VII. Han befäste tronföljden genom att gifta sig med den yorkiska arvtagaren Elizabeth av York. Rikard hade övergivits i slaget av lorderna William Stanley och Henrik Percy, 4:e earl av Northumberland. Stanley bytte sida, vilket minskade Rikards styrka drastiskt. 
Det sägs att den döde Rikard släpades naken genom gatorna i Leicester, innan han begravdes i Greyfriars Church, stadens franciskankloster. Enligt vissa rykten kastades kvarlevorna i den närliggande floden Soar under klosterupplösningen. Ett lik som togs upp från Soar och som först troddes vara Rikard visade sig vara en anglosaxisk soldat som hade dött nästan 500 år innan Rikard dog. Detta fastställdes både genom koldatering och kroppens storlek - Rikard beskrivs av samtida källor som ganska kort och satt. 2012 grävde man upp en parkeringsplats för att hitta det gamla klostret Greyfriars och man hittade en grav. 2013 bekräftade DNA-tester att de kvarlevor som man funnit verkligen var Rikard III:s. Kvarlevorna begravdes efter vetenskaplig undersökning i Leicester Cathedral, där ett modernt gravmonument uppförts.

## Eftermäle
Rikard upprättade ett råd för norra England som kraftigt förbättrade villkoren för hela regionen, som tidigare inte hade haft någon betydande ekonomisk aktivitet oberoende av London. Området blev därefter betydligt mer inflytelserikt.
Rikard III har blivit en av Englands mest kontroversiella kungar. Nutida historiker anser att hans rykte fläckades av den följande regimens historieskrivning och särskilt av William Shakespeare genom hans pjäs med samma namn som kungen. Bland annat framställdes Rikard som fysiskt vanställd, vilket på den tiden sågs som bevis för en ondskefull karaktär. Det har emellertid senare kunnat påvisas att han inte hade kunnat utföra de flesta av de brott som han anklagats för. Det viktigaste undantaget är frågan om han var skyldig eller oskyldig till sina brorsöners död.

## Släktträd
|                       |  |  |  |  |  |  |  |                        |  |  |  |  |  |  |  |                                        |  |  |  |  |  |  |  | Edmund av Langley                         |
|                       |  |  |  |  |  |  |  |                        |  |  |  |  |  |  |  |                                        |  |  |  |  |  |  |  |                                           |
|                       |  |  |  |  |  |  |  |                        |  |  |  |  |  |  |  | Rikard, earl av Cambridge              |  |  |  |  |  |  |  |                                           |
|                       |  |  |  |  |  |  |  |                        |  |  |  |  |  |  |  |                                        |  |  |  |  |  |  |  |                                           |
|                       |  |  |  |  |  |  |  |                        |  |  |  |  |  |  |  |                                        |  |  |  |  |  |  |  | Isabella av Kastilien, hertiginna av York |
|                       |  |  |  |  |  |  |  |                        |  |  |  |  |  |  |  |                                        |  |  |  |  |  |  |  |                                           |
|                       |  |  |  |  |  |  |  | Rikard, hertig av York |  |  |  |  |  |  |  |                                        |  |  |  |  |  |  |  |                                           |
|                       |  |  |  |  |  |  |  |                        |  |  |  |  |  |  |  |                                        |  |  |  |  |  |  |  |                                           |
|                       |  |  |  |  |  |  |  |                        |  |  |  |  |  |  |  |                                        |  |  |  |  |  |  |  | Roger Mortimer, 4:e earl av March         |
|                       |  |  |  |  |  |  |  |                        |  |  |  |  |  |  |  |                                        |  |  |  |  |  |  |  |                                           |
|                       |  |  |  |  |  |  |  |                        |  |  |  |  |  |  |  | Anne Mortimer                          |  |  |  |  |  |  |  |                                           |
|                       |  |  |  |  |  |  |  |                        |  |  |  |  |  |  |  |                                        |  |  |  |  |  |  |  |                                           |
|                       |  |  |  |  |  |  |  |                        |  |  |  |  |  |  |  |                                        |  |  |  |  |  |  |  | Alianore de Holland                       |
|                       |  |  |  |  |  |  |  |                        |  |  |  |  |  |  |  |                                        |  |  |  |  |  |  |  |                                           |
| Rikard III av England |  |  |  |  |  |  |  |                        |  |  |  |  |  |  |  |                                        |  |  |  |  |  |  |  |                                           |
|                       |  |  |  |  |  |  |  |                        |  |  |  |  |  |  |  |                                        |  |  |  |  |  |  |  | John Neville, 3:e baron Neville de Raby   |
|                       |  |  |  |  |  |  |  |                        |  |  |  |  |  |  |  |                                        |  |  |  |  |  |  |  |                                           |
|                       |  |  |  |  |  |  |  |                        |  |  |  |  |  |  |  | Ralph Neville, 1:e earl av Westmorland |  |  |  |  |  |  |  |                                           |
|                       |  |  |  |  |  |  |  |                        |  |  |  |  |  |  |  |                                        |  |  |  |  |  |  |  |                                           |
|                       |  |  |  |  |  |  |  |                        |  |  |  |  |  |  |  |                                        |  |  |  |  |  |  |  | Maud Percy                                |
|                       |  |  |  |  |  |  |  |                        |  |  |  |  |  |  |  |                                        |  |  |  |  |  |  |  |                                           |
|                       |  |  |  |  |  |  |  | Cecily Neville         |  |  |  |  |  |  |  |                                        |  |  |  |  |  |  |  |                                           |
|                       |  |  |  |  |  |  |  |                        |  |  |  |  |  |  |  |                                        |  |  |  |  |  |  |  |                                           |
|                       |  |  |  |  |  |  |  |                        |  |  |  |  |  |  |  |                                        |  |  |  |  |  |  |  | Johan av Gent                             |
|                       |  |  |  |  |  |  |  |                        |  |  |  |  |  |  |  |                                        |  |  |  |  |  |  |  |                                           |
|                       |  |  |  |  |  |  |  |                        |  |  |  |  |  |  |  | Johanna Beaufort                       |  |  |  |  |  |  |  |                                           |
|                       |  |  |  |  |  |  |  |                        |  |  |  |  |  |  |  |                                        |  |  |  |  |  |  |  |                                           |
|                       |  |  |  |  |  |  |  |                        |  |  |  |  |  |  |  |                                        |  |  |  |  |  |  |  | Katherine Swynford                        |
|                       |  |  |  |  |  |  |  |                        |  |  |  |  |  |  |  |                                        |  |  |  |  |  |  |  |                                           |